# Friend of a Friend
"Friend of a Friend" är en låt som Dave Grohl skrev när han hade blivit trummis i Nirvana. Den handlar om hans intryck av Kurt Cobain och Krist Novoselic.